# 시모무토베촌
시모무토베촌(일본어: 下六人部村)은 일본 교토부 아마타군에 있던 촌이다. 현재의 후쿠치야마시에 해당한다.

## 역사
나가타노에는 육군 훈련장이 있었고, 현재는 육상자위대 나가타노 훈련장이 있다.
- 1889년 4월 1일 - 정촌제 시행에 의해 3촌의 구역을 가지고 성립하였다.
- 1955년 4월 1일 - 후쿠치야마시에 편입, 동일 시모무토베촌은 폐지되었다.

합병후 1974년에 나가타노 공업단지가 조성되어 기업 유치가 진행되었고, 1990년대 인구 증가율은 34.4%로 후쿠치야마시 지역 중 최고를 기록했다. 

## 교통

### 도로
현재는 구촌 지역에 마이즈루와카사 자동차도의 후쿠치야마 나들목이 있지만, 당시에는 미개통 상태였다.

## 참고문헌
- 角川日本地名大辞典 26 京都府